# Flugplatz Bad Pyrmont

i7
i11
i13
Der Flugplatz Bad Pyrmont (ICAO-Code: EDVW) ist ein Sonderlandeplatz nahe dem Ortsteil Kleinenberg der Kurstadt Bad Pyrmont und der Landesstraße 426.

## Flugbetrieb
Der Flugplatz ist zugelassen für Flugzeuge bis 2000 kg höchstzulässiger Flugmasse, Hubschrauber bis 6000 kg höchstzulässiger Flugmasse, selbststartende Motorsegler, Segelflugzeuge und nichtselbststartende Motorsegler im Windenstart und Flugzeugschleppstart, Ultraleichtflugzeuge, Personenfallschirme, bemannte Freiballone sowie für Hängegleiter im Windenstart oder Ultraleichtflugzeugschleppstart.
Die hier ansässige Luftsportgemeinschaft Bad Pyrmont-Lügde betreibt nach eigener Aussage zwei einmotorige Motorflugzeuge, einen zweisitzigen Motorsegler sowie fünf Segelflugzeuge. Außerdem befinden sich zwei Ultraleichtflugzeuge in Vereinsbesitz. Auf diesen Flugzeugen wird auch die Ausbildung für die jeweiligen Lizenzen durchgeführt.

## Geschichte
Das Gelände wurde im Jahr 1966 neu bebaut und zunächst ausschließlich für den Segelflug benutzt. Erst später kam der Motorflug hinzu. Neben einem Turm zur Überwachung der Flugbewegungen gibt es ein Gebäude mit Flugplatzrestaurant und Schulungsräumen sowie drei Hallen für Flugzeuge. Außerdem ist ein Luftfahrtechnischer Betrieb ansässig.
Der Sonderlandeplatz wurde am 8. November 1972 unter dem Namen Bad Pyrmont für Motorflugzeuge bis 2000 kg höchstzulässiger Flugmasse, Hubschrauber bis 6000 kg höchstzulässiger Flugmasse, Motorsegler und Segelflugzeuge im Windenstart und Flugzeugschleppstart genehmigt. Die Genehmigung wurde am 6. Juni 1983 erweitert um Ultraleichtflugzeuge und Personenfallschirme. Am 19. September 1984 wurden zusätzlich Freiballone genehmigt. Die Betriebsgenehmigung wurde am 29. April 1992 neu gefasst und zusätzlich Hängegleiter im Windenstart oder Ultraleichtflugzeugschleppstart zugelassen. Am 16. November 2006 wurde der Sonderlandeplatz umbenannt in Hameln-Pyrmont. Er wurde am 6. Juli 2021 wieder in Bad Pyrmont umbenannt.